# Verstijving

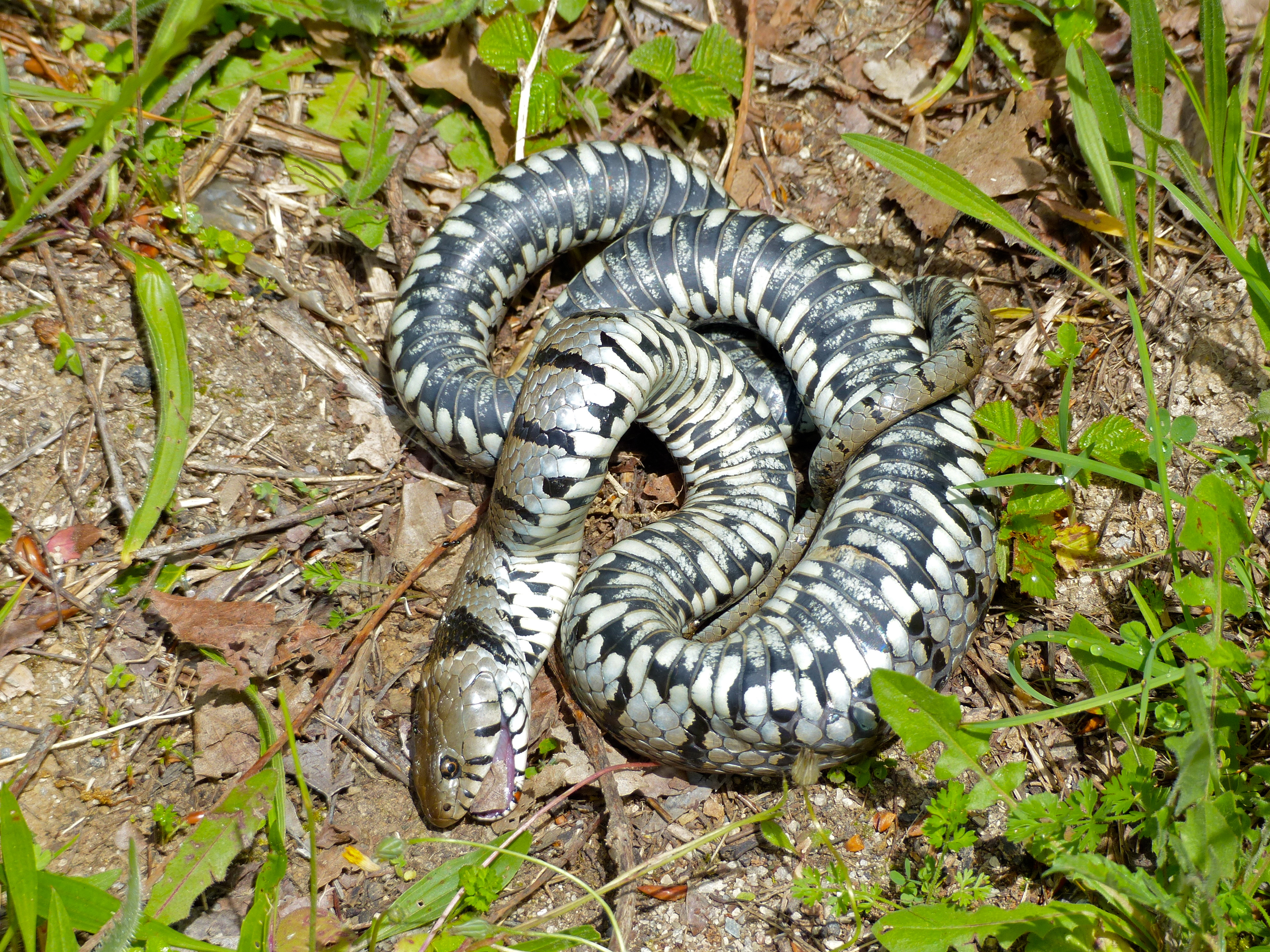
Een ringslang doet alsof hij dood is.

Verstijving (thanatose, verstarring, bevriezing, verlamming, gespannen onbeweeglijkheid) is een van de drie mogelijke reflexmatige reacties bij angst voor een dreigende situatie. De andere zijn vechten of vluchten.
Het nut van het zich doodstil houden bij bedreiging door een roofdier kan zijn:
- de aanvaller kan zijn prooi niet meer goed zien;
- de prooi ziet er dood uit en lijkt daardoor minder geschikt voor consumptie. Een gespecialiseerde vorm wordt wel schijndood genoemd. Hierbij doen dieren net alsof ze overleden zijn door een onnatuurlijke positie aan te nemen zoals op de rug gaan liggen, bek te openen of een rottingsgeur te verspreiden. Dit komt onder andere voor bij de ringslang (Natrix natrix).

Zich stilhouden kan ook een effectief middel zijn om zelf minder angst op te roepen, wat de kans op een gevaarlijk gevecht verkleint.

## Haaien
Haaien die ondersteboven worden gedraaid komen in een toestand van onbeweeglijkheid die ongeveer 15 minuten aanhoudt. Uit deze toestand kunnen haaien gemakkelijk worden gewekt door een geurstof (A-2) in het water te brengen die haaien gebruiken om elkaar te waarschuwen voor gevaar. Deze toestand wordt ook tonische immobiliteit genoemd.